# 朱志均
秦懷王朱志均（1403年－1426年）（《弇山堂別集》作朱志坸），是明朝秦藩王朱尚炳之子，朱志堩之兄，永樂元年四月受封渭南王，在永樂二十二年襲封秦王。
朱志均在宣德元年死，年二十四岁，諡號懷。未婚妻张氏，入宫守节终生。因他無兒子，所以他的弟弟秦康王朱志𡐤繼承秦王爵。
| 無 原因：明政府封之 | 明渭南國國王 1403年－1424年 | 無 原因：襲封秦國，封國廢除 |
| 前任： 弟僖王朱志堩 | 明秦國國王 1424年－1426年   | 繼任者： 弟康王朱志𡐤       |